# 日独産業協力推進委員会
日独産業協力推進委員会（Deutsch-Japanischer Wirtschaftskreis, DJW）は、日本－ドイツの経済交流を推進するための組織。本部はデュッセルドルフ。
事務局は州立銀行中心に設立された企業JMSと、日本貿易振興機構が共同で行っている。

## 沿革
1986年1月15日にデュッセルドルフで発足式が開かれ、西独機械工業連盟貿易委員長のアルノー・モックが委員長に就任した。
2011年にゲアハルト・ヴィースホイが新理事長に就任し、日本での認知度の向上を図る。また、協会設立25周年を機に日本語の名称を「日独産業協力推進委員会」から「日独産業協会」へ変更した。